# لويس فان خال
لويس فان خال (بالهولندية: Louis van Gaal)، من مواليد 8 أغسطس 1951 في أمستردام، واسمه الكامل ألوسيوس باولوس ماريا فان خال وهو لاعب ومدرب كرة قدم سابق. بعد أن لعب لمدة في الملاعب، لأندية رويال أنتويرب وسبارتا روتردام وإيه زد ألكمار، أصبح مساعداً للمدرب في عام 1986 في نادي إيه زد ألكمار، وبعد فترة قصيرة ترك النادي وتوجه إلى نادي أياكس أمستردام وأصبح مساعداً للمدرب ليو بينهاكر، وقد ترك بينهاكر الفريق في عام 1991، وأصبح أحلام فان غال حقيقة عندما تسلم الفريق بعده.
و قد كان مدربا لنادي أياكس أمستردام منذ عام 1991 وحتى عام 1997، وخاض تجربة ناجحة جدا مع النادي، وقد فاز النادي تحت قيادته بلقب الدوري الهولندي ثلاث مرات في أعوام 1994 و1995 و1996، وساعدهم على الفوز بكأس هولندا مرة واحدة في عام 1993، وكأس السوبر الهولندي منذ عام 1993 وحتى عام 1995، ولم يقتصر نجاحه على هولندا بل حقق ألقاب أوروبية، ففاز في كأس الاتحاد الأوروبي في عام 1992، ودوري أبطال أوروبا في عام 1995 بعد أن تغلب على إيه سي ميلان، وفاز في كأس الإنتركونتيننتال بعد أن تغلب على نادي غريميو البرازيلي، وحصل على المركز الثاني في دوري أبطال أوروبا عام 1996 بعد أن خسر من نادي يوفنتوس بركلات الجزاء الترجيحية.
و مع هذا النجاح كان منتخب هولندا لكرة القدم يعتمد على لاعبين نادي أياكس أمستردام مثل باتريك كلايفرت ومارك أوفرمارس وفرانك ديبور ورونالد ديبور وإدغار ديفيدز ووينستون بوغارد ومايكل رايزيغير وأدوين فان در سار. وفي عام 1997 انتقل فان خال إلى تدريب نادي برشلونة الإسباني، وساعد الفريق على الفوز بلقبي للدوري الإسباني، وبالرغم من هذا النجاح، إلا أنه ترك الفريق بعد ثلاثة مواسم، وعاد إلى هولندا لكي يقوم بتدريب منتخب هولندا لكرة القدم في أستعداداته لتصفيات كأس العالم لكرة القدم 2002.
و قد فشل منتخب هولندا لكرة القدم في التأهل إلى نهائيات كأس العالم، وقد استبدل فان خل بالمدرب ديك أدفوكات، وبعدها عاد إلى نادي برشلونة ودربهم لفترة قصيرة، وبعدها ترك عمله في برشلونة بعد نصف موسم، واستلم مكانه رادومير أنتيتش. وفي عام 2004 عاد إلى نادي أياكس أمستردام ولكن كمدير فني، وقد استقال في وقت لاحق من تلك السنة، وفي عام 2005 درب نادي إيه زد ألكمار بدلاً من المدرب كو أدريانس. وحقق له اللقب الثاني للنادي في الدوري الهولندي موسم 2008 -2009 لينتقل بعدها لتدريب النادي البافاري بايرن ميونخ الألماني بعقد يمتد لغاية 2011، استطاع فان خال في أول سنه له مع البايرن الحصول على لقبي الدوري الألماني والكأس والوصول بفريقه إلى نهائي دوري ابطال أوروبا.
وفي أغسطس من عام 2012، عين مدرباً لمنتخب هولندا لكرة القدم بعد خروجه المذل من الدور الأول في بطولة كأس أمم أوروبا 2012 بقيادة فان مارفيك.
و في مايو من عام 2014، قرر مانشستر يونايتد التعاقد مع فان خال ليخلف ديفيد مويس وأحرز معه لقب كأس إنجلترا إلى أن أقيل عام 2016.
وفي 17 يناير 2017 قرر فان خال اعتزال التدريب بشكل نهائي بعد مسيرة امتدت ثلاث عقود كي يتفرغ لعائلته.
وفي 4 أغسطس 2021 أعلن المنتخب الهولندي عودة فان غال لتدريب الفريق خلفا لفرانك دي بوير، الذي استقال من منصبه إثر خروج فريقه من دور الـ16 في يورو 2020 على يد التشيك. وهي العودة الأولى لفان جال غال للتدريب منذ الاقاله من تدريب مانشستر يونايتد في مايو 2016

## روابط خارجية
- لويس فان خال على موقع الاتحاد الدولي (مؤرشف)  (الإنجليزية)
- لويس فان خال على موقع قاعدة بيانات كرة القدم.إي يو (الإنجليزية)
- لويس فان خال على موقع ناشيونال فوتبول تيمز (الإنجليزية)
- لويس فان خال على موقع Soccerbase.com (مدرب) (الإنجليزية)
- لويس فان خال على موقع عالم كرة القدم.نت (الإنجليزية)